# エアポート・リンク

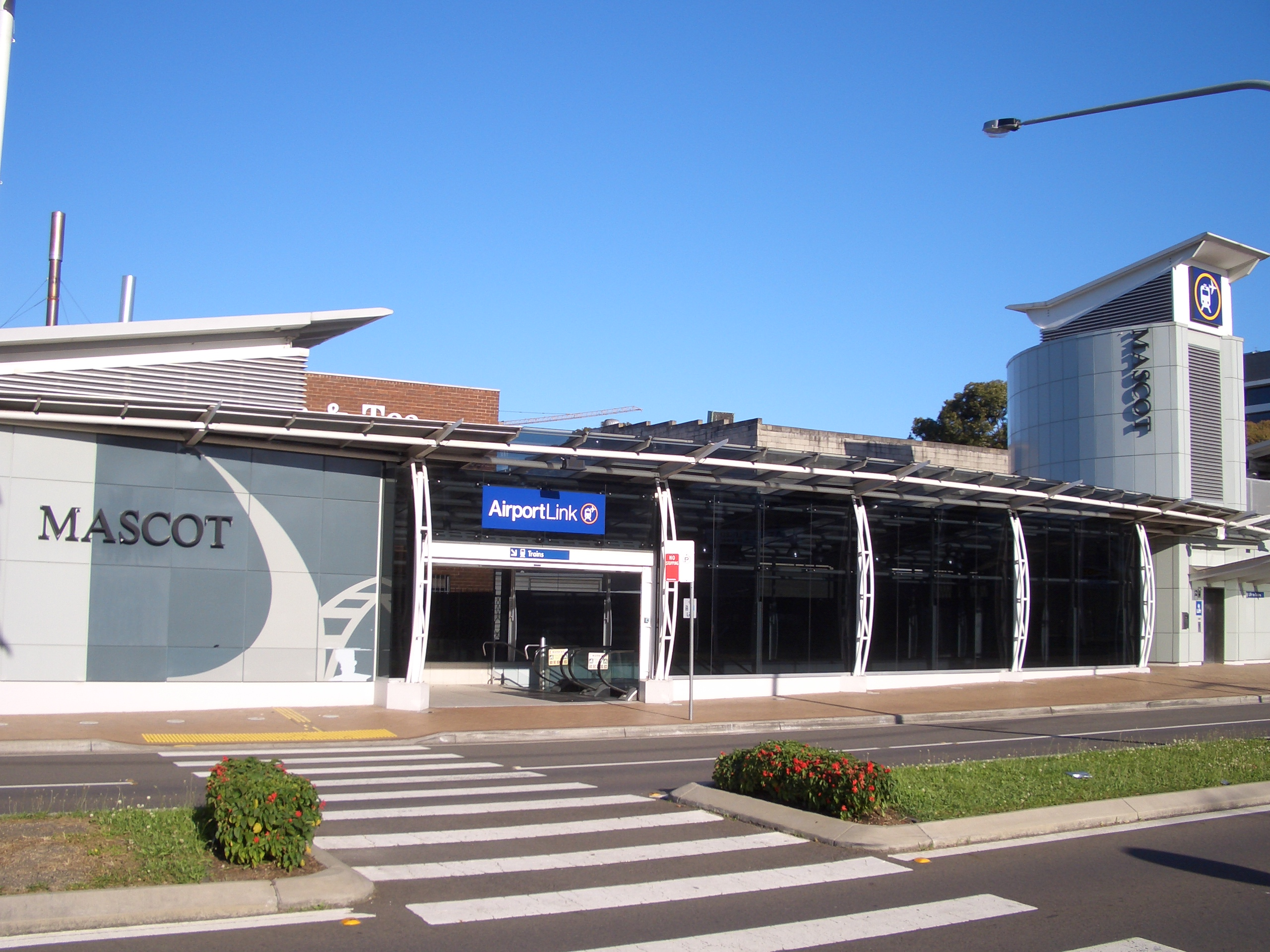
マスコット駅

エアポート・リンク社（英語: Airport Link Company Pty Ltd）は、オーストラリア・ニューサウスウェールズ州のシティレール・エアポート・ラインの駅を運営している鉄道会社である。エアポート・ラインはシドニー市の都心とボタニーベイ市のシドニー国際空港とを結び、ウォーライ･クリーク駅でイースト・ヒルズ・ラインに合流する路線である。エアポート・リンクという名称はこの鉄道路線を指す意味で使われることもあるが、エアポート・リンク社が管轄しているのは駅のみであり、駅部分を除く線路設備や車両・乗務員はシティレールの管轄である。エアポート・リンク社が管轄する駅はグリーン・スクエアー駅、マスコット駅、国内線駅、国際線駅の4つであり、すべて地下駅である。主要な収入源はゲートパス (GatePass) と呼ばれる駅使用料である。エアポート・リンク社の駅を利用する乗客は乗車区間に対するシティレールの運賃に駅使用料を加算した金額を支払う。
エアポート・リンク社は当初、駅の建設に2億豪ドルを負担したトランスフィールドとブイグによる共同企業体が所有していた。利用者が予想よりも少なく、2004年に財政困難に陥り、ウエストパック銀行に売却された。